# Habranthus jamesonii
Habranthus jamesonii là một loài thực vật có hoa trong họ Amaryllidaceae. Loài này được (Baker) Ravenna mô tả khoa học đầu tiên năm 1969.